# 1945 في اليابان
فيما يلي قوائم الأحداث التي وقعت خلال عام 1945 في اليابان.

## أحداث
- 9 فبراير – معركة ايو جيما

## سياسة

### تعيين في المنصب
- 7 أبريل – كانتارو سوزوكي رئيس وزراء اليابان.
- 1 أغسطس – مامورو شيجميتسو وزير الشؤون الخارجية [الإنجليزية]‏.
- 17 أغسطس – هيغاشيكوني ناروهيكو رئيس وزراء اليابان.
- 9 أكتوبر – كيجيورو شيديهارا رئيس وزراء اليابان.

### انتهاء فترة المنصب
- 1 أبريل – مامورو شيجميتسو وزير الشؤون الخارجية [الإنجليزية]‏،وزير الشؤون الخارجية [الإنجليزية]‏.
- 7 أبريل – كوني-أكي كويسو رئيس وزراء اليابان.
- 17 أغسطس – كانتارو سوزوكي رئيس وزراء اليابان.
- 9 أكتوبر – هيغاشيكوني ناروهيكو رئيس وزراء اليابان.

## مواليد

### يناير
- 1 يناير – هيرويوكي نيشيمورا عالم زراعة ياباني.

### فبراير
- 3 فبراير – هيديو كانايا متسابق دراجات نارية ياباني.
- 9 فبراير – يوشينوري أوسومي عالم ياباني متخصص في علم الأحياء الخلوي.[1]

### مارس
- 7 مارس – ساداكازو تانيغاكي سياسي ياباني.
- 27 مارس – نوبوكو مياموتو

### أبريل
- 19 أبريل – يوشياكي نماتا ملاكم ياباني.

### يوليو
- 4 يوليو – أيزو يوجوتشي لاعبو كرة قدم يابانيون.
- 10 يوليو – كاتسوجي موري
- 11 يوليو – جونجي كاوانو لاعب كرة قدم ياباني.

### سبتمبر
- 6 سبتمبر – جو ناغاي[2]
- 24 سبتمبر – تسويوشي ماكينو كاتب ومؤلف ياباني.
- 28 سبتمبر – فوساكو شيغينوبو[3]

### أكتوبر
- 16 أكتوبر – شيغيو ناكاتا مصارع هاوي ياباني.
- 17 أكتوبر – كازو هاياشي ممثل ياباني.
- 18 أكتوبر – نوريو واكاموتو ممثل ياباني.[4]
- 25 أكتوبر – كيتون يامادا مؤدّي صوت ياباني.

### نوفمبر
- 13 نوفمبر – ماساهيرو هاسمي سائق سيارة سباق ياباني.
- 28 نوفمبر – هيروفومي ناكاسوني سياسي ياباني.

## وفيات

### يناير
- 1 يناير – شومو هناشيرو (مواليد 1869)

### مارس
- 22 مارس – تاكيتشي نيشي (مواليد 1902)[5]
- 26 مارس – تاداميتشي كوريباياشي (مواليد 1891)

### يوليو
- 21 يوليو – ريوسيوك نونوي (مواليد 1909) لاعب كرة مضرب ياباني.

### أغسطس
- 6 أغسطس – ناويمون شيميزو لاعب كرة قدم ياباني.
- 15 أغسطس – تاكيشي موري (مواليد 1894) عسكري ياباني.

### ديسمبر
- 16 ديسمبر – فوميمارو كونويه (مواليد 1891) سياسي ياباني.[6]